# Lacnodesmus ituri
Lacnodesmus ituri är en mångfotingart som beskrevs av Cook 1896. Lacnodesmus ituri ingår i släktet Lacnodesmus och familjen Oxydesmidae. Inga underarter finns listade i Catalogue of Life.